# اسکای ایتالیا
اسکای ایتالیا (به انگلیسی: Sky Italy) به معنی (آسمان ایتالیا) پکیج تلویزیون ماهواره‌ای است که در تاریخ یکم اگوست ۲۰۰۳ توسط شرکت نیوز کورپوریشن در ایتالیا تأسیس شد. اسکای پس از ادغام دو شرکت TELE+ و Stream TV با همکاری مخابرات ایتالیا شکل گرفت. پلت فرم اسکای بزرگ‌ترین رسانه تصویری در ایتالیا است.
شبکه‌های اسکای از طریق ماهواره هاتبرد به صورت رمز گذاری شده NDS Videoguard پخش می‌شوند برای دریافت باید از طریق رسیور مخصوص اسکای یا از طریق کارتهای هوشمند شبکه‌ها را دریافت کرد. همچنین شبکه‌ها از طریق پلت فرم ای پی تی وی مخابرات ایتالیا قابل تماشا است.